# NSWRL 1994
Die NSWRL 1994 war die 87. Saison der New South Wales Rugby League Premiership, der ersten australischen Rugby-League-Meisterschaft. Den ersten Tabellenplatz nach Ende der regulären Saison belegten die Canterbury-Bankstown Bulldogs. Diese verloren im Finale 12:36 gegen die Canberra Raiders, die damit die NSWRL zum dritten Mal gewannen.
Die Saison 1994 war die letzte Saison der NSWRL, da die Organisation des Wettbewerbs zur Saison 1995 von der New South Wales Rugby League an die Australian Rugby League übergeben wurde.

## Tabelle
|      | Team                          | Spiele | Siege | Unent. | Ndlg. | Spiel- punkte | Diff. | Tabellen- punkte |
| ---- | ----------------------------- | ------ | ----- | ------ | ----- | ------------- | ----- | ---------------- |
| 01.  | Canterbury-Bankstown Bulldogs | 22     | 18    | 0      | 4     | 537:340       | + 197 | 36               |
| 02.  | North Sydney Bears            | 22     | 17    | 1      | 4     | 517:291       | + 226 | 35               |
| 03.  | Canberra Raiders              | 22     | 17    | 0      | 5     | 677:298       | + 379 | 34               |
| 04.  | Manly-Warringah Sea Eagles    | 22     | 16    | 1      | 5     | 605:311       | + 294 | 33               |
| 05.  | Brisbane Broncos              | 22     | 13    | 1      | 8     | 544:316       | + 228 | 27               |
| 06.  | Illawarra Steelers            | 22     | 11    | 3      | 8     | 484:387       | + 97  | 25               |
| 07.  | Cronulla-Sutherland Sharks    | 22     | 12    | 0      | 10    | 432:401       | + 31  | 24               |
| 08.  | Penrith Panthers              | 22     | 10    | 2      | 10    | 404:448       | - 44  | 22               |
| 09.  | South Sydney Rabbitohs        | 22     | 9     | 1      | 12    | 401:569       | - 168 | 19               |
| 010. | Newcastle Knights             | 22     | 9     | 0      | 13    | 427:458       | - 31  | 18               |
| 011. | St. George Dragons            | 22     | 9     | 0      | 13    | 386:497       | - 111 | 18               |
| 012. | Parramatta Eels               | 22     | 7     | 1      | 14    | 350:474       | - 124 | 15               |
| 013. | Western Suburbs Magpies       | 22     | 6     | 2      | 14    | 439:650       | - 211 | 14               |
| 014. | Eastern Suburbs Roosters      | 22     | 6     | 1      | 15    | 344:513       | - 169 | 13               |
| 015. | Gold Coast Seagulls           | 22     | 5     | 1      | 16    | 363:618       | - 255 | 11               |
| 016. | Balmain Tigers                | 22     | 4     | 0      | 18    | 303:642       | - 339 | 8                |

## Playoffs

### Ausscheidungs/Qualifikationsplayoffs
| 3. September | Canberra Raiders | 26 : 12 | North Sydney Bears | Sydney Football Stadium, Sydney Zuschauer: 33.641 Schiedsrichter: Bill Harrigan |
| 3. September | Bericht          |         |                    | Sydney Football Stadium, Sydney Zuschauer: 33.641 Schiedsrichter: Bill Harrigan |

| 4. September | Brisbane Broncos | 16 : 4 | Manly-Warringah Sea Eagles | Sydney Football Stadium, Sydney Zuschauer: 34.891 Schiedsrichter: Greg McCallum |
| 4. September | Bericht          |        |                            | Sydney Football Stadium, Sydney Zuschauer: 34.891 Schiedsrichter: Greg McCallum |

| 10. September | North Sydney Bears | 15 : 14 | Brisbane Broncos | Sydney Football Stadium, Sydney Zuschauer: 36.011 Schiedsrichter: Bill Harrigan |
| 10. September | (14:8) Bericht     |         |                  | Sydney Football Stadium, Sydney Zuschauer: 36.011 Schiedsrichter: Bill Harrigan |

| 11. September | Canterbury-Bankstown Bulldogs | 19 : 18 | Canberra Raiders | Sydney Football Stadium, Sydney Zuschauer: 41.865 Schiedsrichter: Greg McCallum |
| 11. September | (14:12) Bericht               |         |                  | Sydney Football Stadium, Sydney Zuschauer: 41.865 Schiedsrichter: Greg McCallum |

### Halbfinale
| 18. September | Canberra Raiders | 22 : 9 | North Sydney Bears | Sydney Football Stadium, Sydney Zuschauer: 41.941 Schiedsrichter: Greg McCallum |
| 18. September | (6:7) Bericht    |        |                    | Sydney Football Stadium, Sydney Zuschauer: 41.941 Schiedsrichter: Greg McCallum |

### Grand Final
| 25. September | Canberra Raiders                                                                      | 36 : 12        | Canterbury-Bankstown Bulldogs                               | Sydney Football Stadium, Sydney Zuschauer: 42.234 Schiedsrichter: Greg McCallum |
| 25. September | Versuche: Nagas (2), Croker, Daley, Furner, Meninga, Nadruku Erhöhungen: Furner (4/7) | (18:6) Bericht | Versuche: Hetherington, Williams Erhöhungen: Halligan (2/2) | Sydney Football Stadium, Sydney Zuschauer: 42.234 Schiedsrichter: Greg McCallum |

| 1                  | Brett Mullins      |
| 2                  | Ken Nagas          |
| 3                  | Mal Meninga        |
| 4                  | Ruben Wiki         |
| 5                  | Noa Nadruku        |
| 6                  | Laurie Daley       |
| 7                  | Ricky Stuart       |
| 8                  | Quentin Pongia     |
| 9                  | Steve Walters      |
| 10                 | Paul Osborne       |
| 11                 | Jason Croker       |
| 12                 | David Furner       |
| 13                 | Bradley Clyde      |
| Auswechselspieler: |                    |
| 14                 | Brett Hetherington |
| 15                 | David Westley      |

| 1                  | Scott Wilson        |
| 2                  | Jason Williams      |
| 3                  | Steven Hughes       |
| 4                  | Jarrod McCracken    |
| 5                  | Daryl Halligan      |
| 6                  | Terry Lamb          |
| 7                  | Craig Polla-Mounter |
| 8                  | Darren Britt        |
| 9                  | Jason Hetherington  |
| 10                 | Martin Bella        |
| 11                 | Jason Smith         |
| 12                 | Dean Pay            |
| 13                 | Jim Dymock          |
| Auswechselspieler: |                     |
| 14                 | Matthew Ryan        |
| 15                 | Steve Price         |
| 16                 | Simon Gillies       |
| 17                 | Mark Brokenshire    |